# Murray Bartlett
Murray Bartlett (sinh ngày 20 tháng 3 năm 1971) là một diễn viên người Úc.

## Cuộc đời và sự nghiệp
Bartlett sinh ra ở Sydney và lớn lên ở Perth, Tây Úc. Anh công khai là người đồng tính.
Bartlett theo đuổi sự nghiệp diễn xuất ở Úc trong vài năm, bao gồm một vai diễn trong loạt phim headLand. Năm 1993, anh đóng vai kẻ lừa đảo Luke Foster trong Neighbours. Năm 2000, Bartlett chuyển đến Hoa Kỳ. Bước đột phá đầu tiên của anh đến vài năm sau đó, khi anh được chọn làm ngôi sao khách mời trong loạt phim Sex and the City của HBO. Anh cũng đóng vai D.K., bạn thân nhất của John Crichton, trong bốn tập của loạt phim SciFi Channel Farscape. Năm 2006, Bartlett đi lưu diễn với Hugh Jackman trong chuyến lưu diễn của công ty Úc sản xuất hit The Boy From Oz của Broadway Jackman.
Từ tháng 3 năm 2007 cho đến khi chương trình bị hủy bỏ vào tháng 9 năm 2009, Bartlett là một thành viên của vở opera ban ngày Guiding Light của đài CBS, nơi anh đóng vai Cyrus Foley. Anh đóng vai chính Dominic "Dom" Basaluzzo trong loạt phim truyền hình hài hước của HBO Looking từ năm 2014 đến năm 2015, và sau đó đóng lại vai diễn của mình trong bộ phim truyền hình cuối cùng của series, Looking: The Movie vào năm 2016. Năm 2017, anh thể hiện một vai diễn định kỳ trong bộ phim truyền hình ca nhạc Nashville. Bartlett đảm nhận vai trung tâm của Michael 'Mouse' Tolliver trong sự hồi sinh của Netflix của Tales of the City.

## Các phim đã tham gia

### Phim điện ảnh
| Năm  | Tựa phim                                    | Vai                  | Ghi chú             |
| ---- | ------------------------------------------- | -------------------- | ------------------- |
| 1995 | Dad and Dave: On Our Selection              | Sandy Tayler         |                     |
| 1999 | Half Mongrel                                |                      | phim ngắn           |
| 2000 | The Three Stooges                           | Trocadera Patron     |                     |
| 2001 | Muffled Love                                |                      | phim ngắn           |
| 2005 | Postmortem                                  | Troy                 | phim ngắn           |
| 2007 | Om                                          | John                 | phim ngắn           |
| 2010 | Boys on Film 4: Protect Me from What I Want | Troy                 | Trực tiếp đến video |
| 2010 | Needle                                      | Tony Martin          |                     |
| 2011 | August                                      | Troy                 |                     |
| 2013 | Girl Most Likely                            | James Whitney        |                     |
| 2013 | Kingston Avenue                             | Le copain de Barbara |                     |
| 2015 | Stubborn                                    | Murray               |                     |

### Phim truyền hình
| Năm       | Tựa đề                  | Vai                                    | Ghi chú                           |
| --------- | ----------------------- | -------------------------------------- | --------------------------------- |
| 1987      | The Flying Doctors      | Michael Freeman                        | Tập: "The Unluckiest Boy in Town" |
| 1992      | Home and Away           | Randy Evans                            | Vai định kỳ                       |
| 1992–1993 | A Country Practice      | Owen Wyatt / Richard Welbourne         | 3 tập                             |
| 1993      | Neighbours              | Luke Foster                            | Vai định kỳ                       |
| 1995      | The Ferals              | Dr. Bob Ivory                          | Tập: "The Dentist"                |
| 1996      | G.P.                    |                                        | Tập: "Pendulum"                   |
| 1996      | The Beast               | Christopher Lane                       | phim truyền hình điện ảnh         |
| 1997      | The Tower               | Jeremy                                 | phim truyền hình điện ảnh         |
| 1997      | Flipper                 |                                        | Tập: "Help me, Rhonda"            |
| 1999      | Murder Call             | Gavin Todd                             | Tập: "Dying Day"                  |
| 2000      | Above the Law           | Nathan Peters                          | Tập: "Happy Families"             |
| 2001      | Flat Chat               |                                        | Tập: "The Old Flame"              |
| 2002      | Sex and the City        | Oliver Spencer                         | Tập: "All That Glitters"          |
| 2002      | McLeod's Daughters      | Simon Birch                            | 3 tập                             |
| 2002      | The Secret Life of Us   | Nick                                   | 6 tập                             |
| 2002      | All My Children         | Julian Sinclair                        | Sê-ri thông thường                |
| 1999–2003 | Farscape                | Douglas 'D.K.' Knox                    | 4 tập                             |
| 2006      | Headland                | James Brogan                           | 5 tập                             |
| 2006      | All Saints              | Roy Pickforth                          | Tập: "The Real Thing"             |
| 2007      | Flight of the Conchords | Mark                                   | Tập: "Sally Returns"              |
| 2007–2009 | Guiding Light           | Cyrus Foley                            | Sê-ri thông thường                |
| 2009      | White Collar            | Adrian Tulane                          | Tập: "Free Fall"                  |
| 2011      | Damages                 | Seth Sloan                             | Tập: "I'd Prefer My Old Office"   |
| 2014–2015 | Looking                 | Dom Basaluzzo                          | Sê-ri thông thường, 16 tập        |
| 2016      | Looking: The Movie      | Dom Basaluzzo                          | phim truyền hình điện ảnh         |
| 2017      | Nashville               | Jakob Fine                             |                                   |
| 2017–2018 | Iron Fist               | Dr. Paul Edmonds                       | 3 tập                             |
| 2019      | Tales of the City       | Michael "Mouse" Tolliver               | Diễn viên chính                   |
| 2019      | Madam Secretary         | Australian Prime Minister Chris Lawson | Tập: "The Common Defense"         |
| 2023      | The Last Of Us          | Frank                                  | Diễn viên phụ                     |